# ISO 3166-2:CN
CN é a entrada para China no ISO 3166-2, parte do padrão ISO 3166  publicado pela International Organization for Standardization (ISO), que define códigos para os nomes das principais subdivisões (ex:. províncas ou estados) de todos países codificada em ISO 3166-1.
Atualmente para a China, os códigos ISO 3166-2 estão definidos para o seguinte subdivisões de nível de província:
- 23 províncias
- 5 regiões auônomas
- 2 regiões administrativas especiais
- 4 municípios

Taiwan é incluída como uma província da China por causa de seu estatuto político dentro das Nações Unidas, como embora seja de fato sob a jurisdição da República da China em vez da República Popular da China, a Nações Unidas não reconhecem a República da China e considera Taiwan como parte da China.
Cada código é constituído por duas partes, separadas por um hífen. A primeira parte é CN, o ISO 3166-1 alfa-2 código da China. A segunda parte é de dois dígitos, que é o Guobiao GB 2.260 código numérico da subdivisão, exceto Hong Kong e Macau, que utilizam 91 e 92, respectivamente, enquanto seus códigos Guobiao são 81 e 82. O primeiro dígito indica a região geográfica, onde a subdivisão está em:
- 1: Norte da China
- 2: Nordeste da China
- 3: Leste da China
- 4: Centro sul China
- 5: Sudoeste da China
- 6: Noroeste da China
- 7: Taiwan
- 9: Hong Kong e Macau (regiões administrativas especiais)

## Códigos atuais
Os nomes de subdivisões estão listados como no padrão ISO 3166-2 publicado pelo ISO 3166 Maintenance Agency (ISO 3166/MA).
Clique no botão no cabeçalho para ordenar cada coluna.
| Código | Nome da subdivisão                  | Nome da subdivisão (zh) | Subdivisão categoria           |
| ------ | ----------------------------------- | ----------------------- | ------------------------------ |
| CN-11  | Beijing                             | 北京 (běi jīng)         | Município                      |
| CN-12  | Tianjin                             | 天津 (tiān jīn)         | Município                      |
| CN-13  | Hebei                               | 河北 (hé běi)           | Província                      |
| CN-14  | Shanxi                              | 山西 (shān xī)          | Província                      |
| CN-15  | Nei Mongol (mn) (Mongólia Interior) | 内蒙古 (nèi méng gǔ)    | Região autônoma                |
| CN-21  | Liaoning                            | 辽宁 (liáo níng)        | Província                      |
| CN-22  | Jilin                               | 吉林 (jí lín)           | Província                      |
| CN-23  | Heilongjiang                        | 黑龙江 (hēi lóng jiāng) | Província                      |
| CN-31  | Shanghai                            | 上海 (shàng hǎi)        | Município                      |
| CN-32  | Jiangsu                             | 江苏 (jiāng sū)         | Província                      |
| CN-33  | Zhejiang                            | 浙江 (zhè jiāng)        | Província                      |
| CN-34  | Anhui                               | 安徽 (ān huī)           | Província                      |
| CN-35  | Fujian                              | 福建 (fú jiàn)          | Província                      |
| CN-36  | Jiangxi                             | 江西 (jiāng xī)         | Província                      |
| CN-37  | Shandong                            | 山东 (shān dōng)        | Província                      |
| CN-41  | Henan                               | 河南 (hé nán)           | Província                      |
| CN-42  | Hubei                               | 湖北 (hú běi)           | Província                      |
| CN-43  | Hunan                               | 湖南 (hú nán)           | Província                      |
| CN-44  | Guangdong                           | 广东 (guǎng dōng)       | Província                      |
| CN-45  | Guangxi                             | 广西 (guǎng xī)         | Região autônoma                |
| CN-46  | Hainan                              | 海南 (hǎi nán)          | Província                      |
| CN-50  | Chongqing                           | 重庆 (chóng qìng)       | Município                      |
| CN-51  | Sichuan                             | 四川 (sì chuān)         | Província                      |
| CN-52  | Guizhou                             | 贵州 (guì zhōu)         | Província                      |
| CN-53  | Yunnan                              | 云南 (yún nán)          | Província                      |
| CN-54  | Xizang (Tibet)                      | 西藏 (xī zàng)          | Região autônoma                |
| CN-61  | Shaanxi                             | 陕西 (shǎn xī)          | Província                      |
| CN-62  | Gansu                               | 甘肃 (gān sù)           | Província                      |
| CN-63  | Qinghai                             | 青海 (qīng hǎi)         | Província                      |
| CN-64  | Ningxia                             | 宁夏 (níng xià)         | Região autônoma                |
| CN-65  | Xinjiang                            | 新疆 (xīn jiāng)        | Região autônoma                |
| CN-71  | Taiwan                              | 台湾 (tái wān)          | Província                      |
| CN-91  | Hong Kong (en) Xianggang (zh)       | 香港 (xiāng gǎng)       | Região administrativa especial |
| CN-92  | Macao (en) Aomen (zh)               | 澳门 (ào mén)           | Região administrativa especial |

Notas
1. ↑  Nomes estão em pinyin Chinês (zh) exceto onde indicado. Nome em Inglês está listado em parênteses se diferente.
2. ↑  Nome na escrita chinesa; forma pinyin com sinais diacríticos em parênteses. Apenas para referência; não incluídos na norma ISO 3166-2.

## Subdivisões incluídas no ISO 3166-1
Além de ser incluído como subdivisões da China em ISO 3166-2, Taiwan, Hong Kong e Macau também são atribuídos oficialmente os seus próprios códigos de países da ISO 3166-1
| Código | Nome subdivisão | Código Alfa-2 | Códigos ISO 3166-2 |
| ------ | --------------- | ------------- | ------------------ |
| CN-71  | Taiwan          | TW            | ISO 3166-2:TW      |
| CN-91  | Hong Kong       | HK            | ISO 3166-2:HK      |
| CN-92  | Macau           | MO            | ISO 3166-2:MO      |

No ISO 3166-1, Taiwan está listada sob o nome de país "Taiwan (província da China)".

## Mudanças
As seguintes alterações na entrada foram anunciadas nos boletins de notícias por parte da ISO 3166 / MA, desde a primeira publicação da norma ISO 3166-2, em 1998:
| Boletim de notícias | data de emissão | Descrição da alteração no boletim informativo                                                            | Código/Subdivisão mudança            |
| ------------------- | --------------- | --- | ------------------------------------ |
| Newsletter I-2      | 2002-05-21      | Adição de uma nova entidade. Especificação precisa e correção de nomes de Pinyin. Lista fonte atualizada | Subdivisões adicionadas: CN-92 Macau |
| Newsletter I-6      | 2004-03-08      | Supressão de uma forma nome em CN-15                                                                     |                                      |